# Lobaederus luederwaldti
Lobaederus luederwaldti là một loài bọ cánh cứng trong họ Elateridae. Loài này được Carmago-Andrade miêu tả khoa học năm 1935.